# Maria trong Hồi Giáo

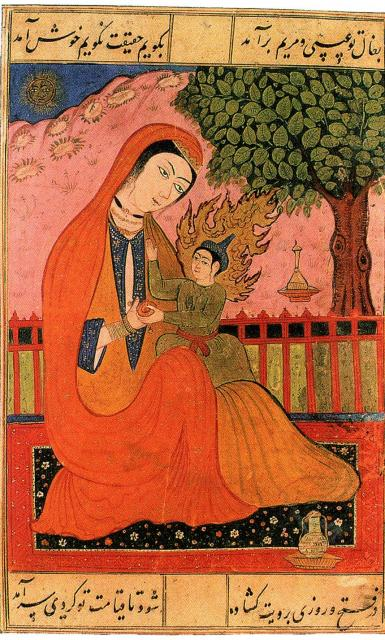
"Trinh nữ Maria và Giê-Su", tranh cổ của Iran

Maria  được ghi là một phụ nữ có vị trí đặc biệt và vinh dự trong Hồi giáo. Tên bà được nhắc đến 34 lần trong Chương III của Kinh Qur'an, hơn cả số lần trong Kinh thánh Tân Ước. Có cả một chương "Mẹ Maria" (Mariam) được các tín đồ Hồi giáo diễn tả là chương hay nhất trong toàn bộ kinh Qur'an. Maria là phụ nữ duy nhất được nêu đích danh trong Kinh Qur'an. đó là Chương III, chương Imran, theo tên của Cha bà Maria. Đây là chương duy nhất có nói đến thân phận của một người phụ nữ ở kinh Qur'an .
Trong Hồi giáo, Maria xuất hiện với địa vị là mẹ của "tiên tri Giêsu". Kinh Qur'an nói về việc Maria dâng mình trong Đền thờ Giêrusalem, về lễ tẩy trần, về cuộc truyền tin, về sự trinh thai và về việc sinh Giêsu. Maria được Hồi giáo nhận biết và tôn kính là người được thánh hóa và cao trọng nhất trong các phụ nữ, và là sự hoàn hảo tâm linh: "Các thiên thần nói: Maria! Thiên Chúa đã chọn bà và thanh tẩy bà – chọn bà hơn hẳn các phụ nữ ở mọi quốc gia" và "Maria! Xin thờ lạy Thiên Chúa: Xin phủ phục, và quỳ gối (khi cầu nguyện) với những người cùng quỳ gối" .
Hồi giáo chấp nhận "sự đồng trinh trọn đời" của Maria, bà Maria được nhận biết là thụ tạo duy nhất không mắc Tội Tổ Tông từ trước khi làm người, được giữ thoát khỏi mọi tội suốt cả đời. Trong lời cầu nguyện của Maria trong kinh Qur'an: "Lạy Chúa, con dấn thân phục vụ Ngài từ trong lòng con. Xin Ngài thương nhận. Chỉ mình Ngài lắng nghe và thấu suốt mọi sự". Và khi Maria sinh Chúa Con, Maria nói: "Lạy Chúa, con được gọi là mẹ của Người. Xin bảo vệ con và con cháu khỏi Satan... và xin Con Chúa chấp nhận con" .

## Cuộc đời trong kinh Coran
Trong sách này, Maria được tuyên bố (cùng với Đức Kitô) là một Ayat Allah hay Dấu chỉ của Thiên Chúa cho nhân loại (23,50) như một người "đã gìn giữ sự trinh khiết của mình" (66,12), một người biết vâng lời (66,12) được chọn từ mẹ người và được dâng hiến cho Đức Allah khi còn trong bụng mẹ cho Thiên Chúa (3,36). Là người duy nhất (trong số các phụ nữ) được Đức Allah chấp nhận vào phục vụ (3,37) được (Thượng Tế) Dacaria chăm sóc (3,37).
Trong thời thơ ấu, Maria đã ở trong đền thờ và duy nhất gần gũi với AlMihrab (được hiểu là Đấng Chí Thánh) và được Đức Allah cung cấp các "lương thực" từ trời (3,37); một Người đã được chọn (3,42), Được thanh tẩy (3,42), một người chân thật (5,75), một sự thực hiện lời ngôn sứ (66,12), một chiếc bình để cho Thần Khí Thiên Chúa thổi vào (66,12). Con bà được thụ thai nhờ "một lời Thiên Chúa" (3,45) và được tôn vinh hơn mọi người phụ nữ của thế giới (3,42).
Kinh Coran thuật lại những chuyện kể chi tiết về Maria ở hai trích đoạn 3:35-37 và 19:16-34. Chuyện kể trong thiên 19 của sách Coran gần như đồng nhất với chuyện kể trong sách Tin Mừng của Luca. Cả hai đều bắt đầu bằng một tường thuật về việc một sứ thần viếng thăm ông Daicaria và Tin vui về sự sinh ra của Yahya (Gioan trong Tân Ước), tiếp theo là tường thuật về biến cố truyền tin.
Trong thiên 3 của Kinh Coran gần như xác nhận các chuyện kể trong sách ngoại thư được gọi là Tin Mừng của Mátthêu giả và Tin mừng thời thơ ấu của Giacôbê người công chính liên quan đến việc sử dụng "những cái que" (rods) để xác định một người chồng sau khi bà đạt đến tuổi dậy thì (3,44) và chuyện kể về tai tiếng gây ra về việc phát hiện bà có thai (19,27-28). Cả hai chuyện này đều không có trong các Tin Mừng thuộc thư quy của Công giáo.